# 패리드 만수로프
패리드 살만 오글루 만수로프(아제르바이잔어: Fərid Salman oğlu Mansurov, 1982년 5월 10일~)는 아제르바이잔의 레슬링 선수 출신 체육행정가이다. 2004년 하계 올림픽 남자 그레코로만형 라이트급에서 금메달을 획득했고 세계 선수권 대회에서 금메달 2개, 은메달 1개를 획득했다.

## 경력
현재 조지아의 영토인 드마니시에서 태어났다. 1992년에 레슬링을 시작한 그는 1997년에 아제르바이잔 레슬링 유스 국가대표로 발탁되었다. 그 해 7월에 슬로베니아의 마리보르에서 열린 1997년 세계 유스 선수권 대회에 참가하였으며, 결승전에서 카자흐스탄의 아이딘 세르세카예프에게 패하여 은메달을 획득했다. 이후 1999 7월년에 덴마크의 뉘쾨빙팔스테르에서 열린 세계 유스 선수권 대회에 참가하여 16위를 기록하였다.
2000년에 아제르바이잔 주니어 국가대표로 발탁되었으며, 그 해 6월에 불가리아 소피아에서 열린 2000년 유럽 주니어 선수권 대회에서 8위를 기록했으며, 2001년에 우즈베키스탄의 타슈켄트에서 열린 2001년 세계 주니어 선수권 대회에 참가하였다. 그는 이 대회에서 루마니아의 이온 파나이트, 우크라이나의 안톤 붓코, 카자흐스탄의 다미르베크 아실베쿨, 이란의 하산 헤이다리를 누르고 결승전에 진출했으며, 결승전에서 러시아의 발렌틴 노비코프를 6-0으로 꺾으며 우승하였다.
이듬 해인 2002년에 처음으로 성인 국가대표로 발탁되었다. 같은 해 9월 러시아 모스크바에서 열린 2002년 세계 선수권 대회에 아제르바이잔 국가대표로 참가하였으며, 체코의 온드르제이 야로시, 미국의 케빈 브래켄, 우즈베키스탄의 바호디르 쿠르바노프, 조지아의 마누차르 크비르크벨리아를 꺾고 결승전에 진출하였으나 결승전에서 스웨덴의 이뮈 사무엘손에게 패하여 은메달을 획득하였다. 이듬 해인 2003년 5월에는 유고슬라비아 베오그라드에서 열린 2003년 유럽 선수권 대회에 참가하였다. 그는 첫 경기에서 튀르키예의 셰레프 에롤루에게 패하고, 순위 결정전에서 라트비아의 뱌체슬라우스 마슬로보예우스와의 경기에서 승리를 거두며 전체 14위에 머물렀다. 그 해 10월에는 프랑스 크레테유에서 열린 2003년 세계 선수권 대회에 참가하여 이탈리아의 로코 파비오 스파노, 중화인민공화국의 차오화멍, 벨라루스의 예두아르트 아펠비치를 꺾었으나 아르메니아의 바기나크 갈스탼에게 패하여 탈락하였다.
2004년에는 올림픽 국가대표로 발탁되어 그 해 8월에 그리스 아테네에서 열린 2004년 하계 올림픽에 참가하였다. 그는 조별 예선에서 쿠바의 후안 마렌을 꺾었으며, 1996년 올림픽 우승자인 폴란드의 리샤르트 볼니를 누르고 예선을 1위로 통과하였으며, 8강전에서 이란의 파르비즈 제이드반드, 준결승전에서 스웨덴의 사무엘손을 차례로 꺾으며, 결승에 올랐다. 이후 결승전에서 2003년 유럽 선수권 대회 우승자인 튀르키예의 에롤루를 격파하고 금메달을 획득하였다. 올림픽 우승 후 아제르바이잔 청소년 체육부가 선정한 올해의 선수가 되었다.
아테네 올림픽 이후 허리 부상을 당하여 3년 동안 요양을 했고, 2007년에 복귀하였다. 그 해 9월에 조국 아제르바이잔 바쿠에서 열린 2007년 세계 선수권 대회에 참가하여 베네수엘라의 엔드릭스 아르테아가, 스페인의 모이세스 산체스, 스웨덴의 사무엘손, 헝가리의 뢰린츠 터마시, 미국의 저스틴 레스터를 차례로 격파하고 결승전에 진출했다. 결승전에서는 프랑스의 스테브 게노와 맞붙었으며, 3-2로 게노를 꺾으면서 우승하였다. 이듬해인 2008년 6월에 바쿠에서 열린 바쿠 골든 그랑프리에서 헝가리의 뢰린츠의 뒤를 이어 준우승을 했고, 그 해 8월에 중화인민공화국 베이징에서 열린 2008년 하계 올림픽에 아제르바이잔 국가대표로 참가하였으나 첫 대결 상대인 우크라이나의 아르멘 바르다냔에게 패하여 탈락했다.
2009년 4월에는 리투아니아의 빌뉴스에서 열린 2009년 유럽 선수권 대회에 참가하여 튀르키예의 레피크 아이바졸루, 불가리아의 플라멘 페트로프를 꺾었으며, 다음 상대인 러시아의 암바코 바차제에게 패하여 패자부활전에서 경기를 하게 되었다. 패자부활전에서 독일의 크리스티안 페처를 꺾었으나 동메달 결정전에서 조지아의 크비르크벨리아에게 패하여 5위에 머물렀다. 그 해 7월에는 바쿠 골든 그랑프리에 참가하여 우승했다. 9월에는 덴마크 헤르닝에서 열린 2009년 세계 선수권 대회에 참가하여 일본의 후지무라 쓰토무, 스페인의 이스마엘 나바로, 아르메니아의 사순 감바랸, 이란의 아프신 바뱡가르드, 쿠바의 페드로 이사크를 누르고 결승전에 진출했으며, 결승전에서 크비르크벨리아를 격파하고 금메달을 목에 걸었다. 이듬해인 2010년 4월에 바쿠에서 열린 2010년 유럽 선수권 대회에 참가하였으며, 이 대회에서 스페인의 오스카르 파라, 스웨덴의 마티아스 귄테르를 꺾었으나 루마니아의 파나이트와 우크라이나의 세르히 크라실니코우에게 패하여 9위로 대회를 마감했다. 그는 이 때 입은 턱 부상으로 은퇴했다. 
은퇴 후에는 레슬링 지도자와 체육행정가로 활동했다. 2010년부터 2011년 아제르바이잔 레슬링 국가대표 감독을 맡았고, 2016년 9월 6일부터 2021년 12월 8일까지 아제르바이잔 청소년 체육부의 체육국장을 역임했고, 2021년 12월 9일부터 아제르바이잔 국립 체육 문화 아카데미의 체육국장으로 일하고 있다.

## 수상

### 훈장
- 태래기 메달(2002년)
- 쇠흐래트 훈장(2004년 9월 4일)
- 아제르바이잔 민주공화국 100주년 기념 메달(2018년)